# دربهن (بزنجان)
دربهن (بالفارسية: درپهن) هي قرية تقع في إيران في قسم بزنجان الريفي. يقدر عدد سكانها بـ 38 نسمة بحسب إحصاء 2016.